# Diocèse des Pannonies
314–440
Le diocèse des Pannonies (en latin : Dioecesis Pannoniarum) était un diocèse de l'Empire Romain établit en 314.
En 395 il a été renommé diocèse d’Illyricum.

## Histoire
Il faisait à l’origine partie de la préfecture prétorienne d’Italie et a été incorporé à la préfecture prétorienne d’Illyricum lors de sa création en 347.
Revendiqué par l'Empire romain d'Occident en raison de son appartenance à la culture latine et non grecque, il fut rattaché à ce dernier en 395.
En 425, Galla Placidia rendit le diocèse d’Illyricum à l’empereur d’Orient Théodose II.
Dans les années 440, les raids des Huns mettent fin au diocèse de Pannonie.
Finalement, le roi ostrogoth Théodoric le Grand rattachera la Pannonie au royaume d'Italie.

## Géographie

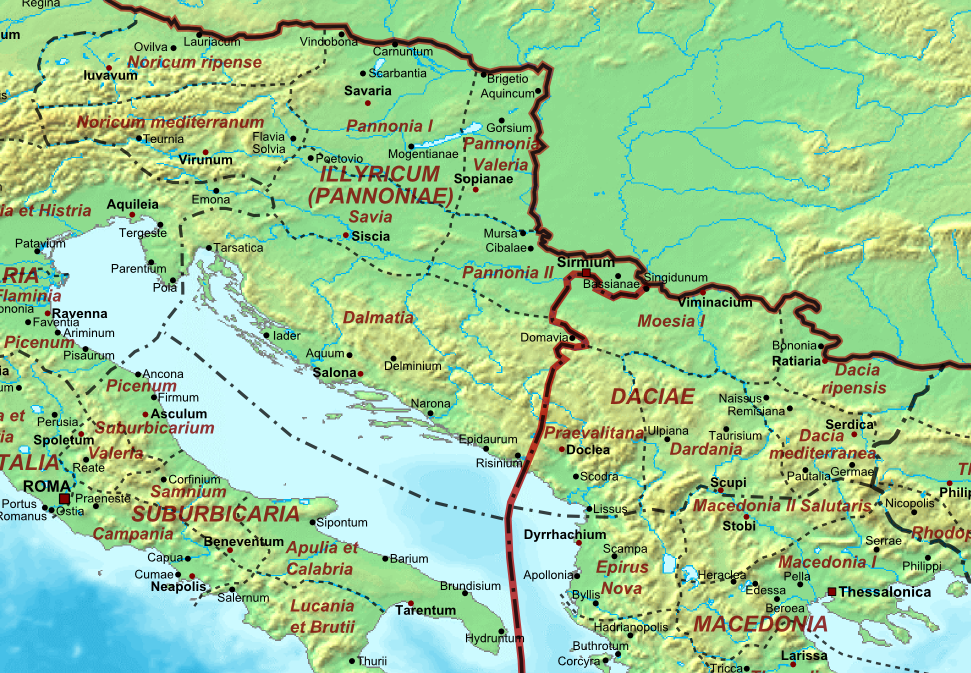
Illyricum et Dacia en 400

De 167/155 à 16 AEC, deux provinces d'"Illyricum" et "Pannonia".
De 16 AEC à 8/9, unique province d'"Illyricum".
De 8/9 à 14/20, deux provinces : "Illyricum Superior", "Illyricum Inferior".
De 14 à 103, deux provinces : "Dalmatia", "Pannonia" (liste des gouverneurs romains de Pannonie (en) de -39 à 103/106).
De 103 à 293, la Pannonie (Carnuntum, puis Colonia Septimia Aurelia Antoniniana Carnuntum, Petronell-Carnuntum) est scindée en Pannonie supérieure (scindée en 324/337, en "Pannonia Superior" et "Pannonia Savia") et Pannonie inférieure (scindée ensuite en "Pannonia Inferior" et "Pannonia Valeria". 
En 293, la "Dalmatia" est scindée en "Dalmatia" et "Praevalitana".
Dès 324/337, le diocèse comprend les provinces romaines de 
- Pannonia Prima (en), ancienne Pannonia Superior (territoires de Slovénie-Hongrie-Croatie-Slovaquie-Autriche),
  - capitale Sabaria / Savaria (Szombathely, Hongrie occidentale),
  - autres villes : Vindobona (Vienne, Scarbantia (Sopron), Siscia (Segesta, Sisak), Iovia Botivo (Ludbreg, Aquae Balissae (Daruvar, Slavonie, Croatie), Andautonia (en) (Šćitarjevo, Croatie), Sabaria/Savaria (Szombathely, Hongrie), Arrabona (Javarinum, Győr, Hongrie), Poetovium (Colonia Ulpia Traiana Poetovio, Ptuj, Slovénie)...

- Pannonia Valeria (296/298-450/470) (parties de Hongrie-Croatie),
  - capitale Sopianæ / Sopianis (Pécs),
  - autres villes : Altinum (Mohács, Baranya, Hongrie), Brigetium (de) (Komárom, Hongrie)...

- Pannonia Savia (it) (295/296-450/470) (Slovénie-Croatie-Bosnie),
  - capitale Colonia Flavia Siscia (Sisak, Croatie)
  - autres villes : Colonia Ulpia Traiana Poetovio (Ptuj, Slovénie), Iovia (Klostar), Servitium (Bosanska Gradiška), Aquae Balissae (Daruvar, Slavonie), Andautonia (Šćitarjevo)...

- Pannonia Secunda (en) (295/296-450/470),
  - capitale Sirmium (Sremska Mitrovica, Voïvodine, Serbie),
  - autres villes : Mursa (Osijek), Certissa (Đakovo, Slavonie, Croatie), Marsonia (Slavonski Brod), Cibalae (Vinkovci), Bassianae (Donji Petrovci), Cuccium (Ilok), Saldae (Posavski Podgajci,      Drenovci (Vukovar-Syrmie)), Teutoburgium (Dalj)...

- Norique (de -16/+50 à 293), Provincia Noricum (it) (de -16 à 293), Regnum Noricum (200c-50c AEC),
  - Illyriens, Vénètes, Taurisques
  - Passavia (Passau), Lauriacum (Lauriaco (it), Enns), Juvavum (Municipium Claudium Juvavum, Salzbourg), Ovilava (Wels)
  - Liste des gouverneurs romains de Norique (en) (41-276)
  - Noricum Ripense (de) (294c-476) (de la Haute-Autriche jusqu'aux rives du Danube),
    - Lacus Felix (Wallsee-Sindelburg), Ad Juvense (Ybbs), Arelape (Pöchlarn), Favianae (Mautern an der Donau), Augustiana (Traismauer, Comagena (Tulln an der Donau), Cannabiaca (it) (Zeiselmauer-Wolfpassing), Astura (Mauer bei Amstetten ?)...
    - Dux Pannoniae Primae et Norici Ripensis (de)
    - Révolte de Noricum Ripense (431) (es)

  - Noricum Mediterraneum (it) (294/297-476) (Ouest-Tyrol, Carinthie, Styrie),
    - capitale Virunum (près de Maria Saal, Carinthie, Autriche),
    - villes : Tiburnia (Teurnia, Lendorf/Spittal), Flavia Solva (Wagna/Leibnitz)...

- Dalmatia (province romaine) (de) : Dalmatie (province romaine) (de -10 à 490)
  - capitale Salona (Colonia Martia Julia Salona, Salone, Solin (Croatie)/Split)

## Utilisation ultérieure du terme
Au IXe siècle, le diocèse de Pannonie désignait le diocèse de l'archevêque Saint Méthode.

#### Ier siècle
- Route de l'ambre
- Grande révolte illyrienne (6-9)
- Guerre dacique de Domitien (85-89)
- Campagnes suévo-sarmates de Domitien (it) (89-97)

#### IIe siècle
- Guerres daciques de Trajan (101-102, 105-106), reliefs de la colonne Trajane
- Dacie trajane (Dacie felix / fertile / heureuse / de Trajan, 106-271/275), capitale Ulpia Traiana Sarmizegetusa (actuellement Sarmizegetusa (Hunedoara), Roumanie)
- Guerres marcomanes (166-188)

#### IIIe siècle
- Dacie aurélienne (271/275-283), Dacia Ripensis (283-586, Ratiaria (Artchar)), Dacia Mediterranea (320-602c, Sardica (Sofia))
- Crise du troisième siècle, Anarchie militaire, Tétrarchie
- Invasions barbares dans l'Empire romain du IIIe siècle (en), migrations germaniques, guerre des Goths (248-253), guerre des Goths (267-269)
- Liste des forts de Noricum et de la Haute Pannonie (de)
- Dux Pannoniae Primae et Norici Ripensis (de)
- Dux Pannoniae secundae ripariensis et Saviae (de)

#### IVe siècle
- Campagnes de Constantin Ier contre les Germains et les Sarmates (306-336) (Francs, Alamans, Goths, Iazyges, Sarmates)
- Diocèse de Dacie (337c-602c)
- Préfecture du prétoire d'Illyricum (347-630c)
- Invasions barbares du IVe siècle (it)
- Barrage du Diable (it) (limes sarmaticus)
- Campagnes suévo-sarmates de Constance II (it) (358-359)
- Campagnes suévo-sarmates de Valentinien Ier (it) (374-375)
- Guerre des Goths (377-382)

#### Ve siècle
- Invasions barbares du Ve siècle (it), Huns, Avars, Bavarii, Varisques...
- Migrations germaniques, invasions barbares
- Déclin de l'Empire romain d'Occident (400c-476)
- Royaumes barbares ou romano-barbares, dont royaume ostrogoth (493-553)